# Піменовка
Піме́новка (рос. Пименовка) — село у складі Кетовського району Курганської області, Росія. Адміністративний центр та єдиний населений пункт Піменовської сільської ради.
Населення — 687 осіб (2017, 618 у 2010, 636 у 2002).